# Lionel Jeffries
Lionel Jeffries (10 de junio de 1926 – 19 de febrero de 2010) fue un actor, director y guionista inglés, cuya carrera se centró principalmente en el cine, recibiendo una nominación al Globo de Oro al mejor actor - Comedia o musical.

## Biografía
Su nombre completo era Lionel Charles Jeffries, y nació en el distrito londinense de Forest Hill, Inglaterra, siendo sus padres unos trabajadores sociales del Ejército de Salvación. Se formó en la Queen Elizabeth's School de Wimborne Minster.
En 1945 fue oficial de la unidad de infantería Oxford and Buckinghamshire Light, sirviendo en la emisora radiofónica de Rangún, en la Birmania británica, durante la Segunda Guerra Mundial, siendo recompensado con la Estrella Birmania. Además, también sirvió como capitán en la Royal West African Frontier Force.
Jeffries estudió interpretación en la Real Academia de Arte Dramático, y formó parte de la compañía del Lichfield Garrick Theatre de Lichfield durante dos años, actuando en tempranas emisiones de teatro televisado. 
Sin embargo, Jeffries tuvo una exitosa carrera en el cine , interpretando principalmente papeles de carácter cómico, con personajes de mayor edad que la suya, tales como el padre de Caractacus Pott (Dick Van Dyke) en Chitty Chitty Bang Bang (1968), aunque Jeffries era realmente seis meses menor que Van Dyke. Su mejor momento llegó en los años 1960 con papeles en películas como Two-Way Stretch (1960), The Trials of Oscar Wilde (1960), Murder Ahoy! (junto a Margaret Rutherford), First Men in the Moon (1964) y Camelot (1967).
Jeffries también escribió y dirigió películas infantiles, entre ellas The Railway Children (1970) y The Amazing Mr Blunden (1972). Sin embargo, tenía una opinión negativa de la televisión, medio que evitó durante muchos años. No actuó en la pequeña pantalla hasta 1980, en el drama de London Weekend Television escrito por Dennis Potter Cream in My Coffee. Aceptó que los valores de las producciones televisivas eran poco diferentes de los del cine, y desarrolló una tardía carrera televisiva. Entre otros, actuó en un episodio de la serie de Thames Television/ITV Minder en 1983, y en un episodio de Inspector Morse en 1990. También fue Tom en la sitcom de Thames/ITV Tom, Dick and Harriet, con Ian Ogilvy y Brigit Forsyth.
Miembro de la Catholic Association of Performing Arts, Lionel Jeffries se retiró en 2001, momento a partir del cual declinó su salud, afectado por una demencia vascular en sus últimos doce años de vida. Falleció en 2010 en una residencia de Poole, Inglaterra. Tenía 83 años de edad. Había estado casado desde 1951 con Eileen Mary Walsh, con la que tuvo un hijo y dos hijas. Su hijo, Ty Jeffries, es compositor, letrista y artista de cabaret. Es nieta de Lionel Jeffries la novelista y dramaturga Amy Mason.

## Filmografía

### Actor
- 1950 : Stage Fright
- 1953 : Will Any Gentleman...?
- 1954 : The Black Rider
- 1955 : The Colditz Story
- 1955 : El experimento del doctor Quatermass
- 1955 : No Smoking
- 1955 : All for Mary
- 1955 : Windfall
- 1956 : Jumping for Joy
- 1956 : Cruce de destinos
- 1956 : El bebé y el acorazado
- 1956 : Eyewitness
- 1956 : Lust for Life
- 1956 : High Terrace
- 1957 : Up in the World
- 1957 : The Man in the Sky
- 1957 : Doctor at Large
- 1957 : Hour of Decision
- 1957 : The Vicious Circle
- 1957 : Barnacle Bill
- 1957 : Blue Murder at St Trinian's
- 1958 : Dunkirk
- 1958 : Charles and Mary (telefilm)
- 1958 : Up the Creek
- 1958 : La revancha de Frankenstein
- 1958 : Law and Disorder
- 1958 : Orders to Kill
- 1958 : Girls at Sea
- 1958 : Behind the Mask
- 1958 : Further Up the Creek
- 1958 : Nowhere to Go
- 1959 : Idle on Parade
- 1959 : Historia de una monja
- 1959 : Bobbikins
- 1959 : Please Turn Over
- 1960 : Two-Way Stretch
- 1960 : Jazz Boat
- 1960 : Life Is a Circus
- 1960 : Let's Get Married
- 1960 : The Trials of Oscar Wilde
- 1960 : Tarzan the Magnificent
- 1961 : Fanny
- 1961 : The Hellions
- 1961 : Operation Snatch
- 1962 : Mrs. Gibbons' Boys
- 1962 : La misteriosa dama de negro
- 1962 : Kill or Cure
- 1963 : The Wrong Arm of the Law
- 1963 : Call me Bwana
- 1963 : The Scarlet Blade
- 1964 : The Long Ships
- 1964 : First Men in the Moon
- 1964 : Murder Ahoy!
- 1965 : The Truth About Spring
- 1965 : You Must Be Joking!
- 1965 : The Secret of My Success
- 1966 : The Spy with a Cold Nose
- 1966 : Drop Dead Darling
- 1967 : Oh Dad, Poor Dad, Mamma's Hung You in the Closet and I'm Feelin' So Sad
- 1967 : Camelot
- 1967 : Jules Verne's Rocket to the Moon
- 1968 : Chitty Chitty Bang Bang
- 1969 : 12 + 1
- 1969 : Lola
- 1970 : Eyewitness
- 1970 : The Railway Children
- 1972 : Whoever Slew Auntie Roo?
- 1975 : El cobarde heróico
- 1976 : What Changed Charley Farthing?
- 1978 : Wombling Free
- 1979 : The Prisoner of Zenda
- 1980 : Cream in My Coffee (telefilm)
- 1983 : Better Lat Than Never
- 1988 : Abel's Island (corto)
- 1989 : Danny, the Champion of the World (telefilm)
- 1989 : A Chorus of Disapproval
- 1989 : First and Last (telefilm)
- 1989 : Ending Up (telefilm)
- 1990 : Jekyll & Hyde (telefilm)
- 1998 : Heaven on Earth (telefilm)

### Guionista o director
- 1970 : The Railway Children (director y guionista)
- 1972 : The Amazing Mr. Blunden (director y guionista)
- 1973 : Baxter! (director)
- 1977 : Wombling Free (director y guionista)
- 1978 : The Water Babies (director y guionista)
- 1979 : Nelson's Touch (corto, guionista)